# Pistola
Beretta M9 (Itália/EUA).
Pistola é um tipo de arma de fogo curta, geralmente semi-automática, com apenas uma câmara que faz parte do corpo do cano.

## História
Após os experimentos de Hiram Maxim, que criou a primeira arma automática em 1883, o alemão Hugo Borchardt criou o primeiro protótipo de arma semi-automática em 1893. Esta serviu como base para George Luger criar as pistolas Luger, adotadas pelo Exército alemão em 1908.